# Stenoma neanica
Stenoma neanica es una especie de polilla del género Stenoma, orden Lepidoptera.
Fue descrita científicamente por Walsingham en 1913.

## Distribución
Se distribuye por Venezuela, Surinam, Guayana Francesa, Brasil (Amazonas, Pará, Santa Catarina), Bolivia, Panamá y México.